# نووکلیوچوو
نووکلیوچوو (انگلیسی: Novoklyuchevo) یک شهرک در شهرستان میشکینسکی استان باشقیرستان کشور روسیه است.